# Виланова (Кремона)
Виланова је насеље у Италији у округу Кремона, региону Ломбардија.
Према процени из 2011. у насељу је живело 276 становника. Насеље се налази на надморској висини од 25 м.